# دانشگاه اتو اسکودا
دانشگاه اتو اسکودا (به لاتین: Škoda Auto University) یک دانشگاه در جمهوری چک است که در ملادا بلسلاو واقع شده است.